# ŠK Vysoké Tatry
ŠK Vysoké Tatry (celým názvem: Športový Klub Vysoké Tatry) byl československý klub ledního hokeje, který vznikl z iniciativy sportovního nadšence a funkcionáře Miloslava Slavíka. Všeobecně se považuje za datum vzniku 5. prosince 1926, kdy se ve Starém Smokovci střetli zájemci o sportovní dění ve Vysokých Tatrách a dohodli se na vytvoření klubu. Prvním předsedou se stal MUDr. Jan Kubík.
Na začátku se klub zaměřil především na lyžovaní, v létě to byl volejbal a tenis. Až v závěrečném roku 1929 vzniká hokejový oddíl (kanadský/lední hokej). Poprvé se hokejisté představili na turnaji o Pohár Palace sanatória Dr. Szontágha, který se konal 29. prosince 1929 až do 1. ledna 1930 v Novém Smokovci. 30. prosince na turnaji prohráli s Č.S.K. Vyšehrad Praha 0:13 a VŠ Brno 0:8. Žádné archívní dokumenty neuvádí zápasy, ani sestavu ŠKVT před sezónou 1929/30, kdy se hokej v klubu hrál. 15. a 16. února 1930 se hokejisté zúčastnili mistrovství Slovenska, kde postupně podlehli klubu Skiklubu Bratislava 0:2, Slávii Banská Bystrica 1:3 a ŠK Žilina 1:2. Po těchto výsledcích skončili hokejisti na slovenském šampionátě na posledním místě. Ve své první sezóně odehráli jen pět zápasů. První sestava mužstva byla, brankář Dr. Izák, Hubka, Olejár, Seeman, Kolařík, Riedl a Hrica.
V sezóně 1930/31 hráli za klub MUDr. Ľudovít Izák, Riedl, Ed Kolařík, Hubka, Michal Olejár, Venglář a novými posilami se stali Šonský a Pleskáč. Športový klub Vysoké Tatry absolvoval 13 zápasů, z toho pět vítězných, dvě remízy a šest zápasovů prohráli. V sezóně 1930/31 se na hokejové mapě Slovenska poprvé objevuje Poprad. V roce 1935 klub zaniká a sloučil se s HC Poprad. Nový klub nese název HC Tatry.

## Účast v Tatranském poháru
- TP 1929/1930 – Celkové umístění (11. místo)
- TP 1930/1931 – Základní skupina 3 (4. místo)
- TP 1931/1932 – Základní skupina 3 (4. místo)
- TP 1932/1933 – Celkové umístění (7. místo)
- TP 1933/1934 – Základní skupina 2 (4. místo)
- TP 1934/1935 – Celkové umístění (1. místo)
- TP 1935 – Celkové umístění (4. místo)

## Zdroj
- Vysoké Tatry, r. I, č. 2, 28. jún 1931, Ed. Kolařík: Hockey v Tatrách